# Курган (мини-футбольный клуб)
Мини-футбольный клуб «Курган» — команда по мини-футболу из города Кургана. Основана в 2001 году. Выступает в Первой лиге России, зона «Урал».
На Первенстве России по мини-футболу 2012/2013 (Первая лига, зона «Урал») клуб занял 14-е место.
В 2014 году команда поменяла свое название с «КГУ-Зауралье» на МФК «Курган». Теперь клуб ничем не связан с курганским госуниверситетом и финансируется из городского бюджета.

## Прежние эмблемы и названия

Эмблема мини-футбольного клуба «КГУ-Зауралье»

- «Русич» (2001-2004)
- «КГУ-Зауралье» (2004-2001)
- «Курган» (с 2014)

## Стадион
- С 2009 г. — Спортивный комплекс «Молодёжный»

## Достижения

### Национальные
- Чемпион: 2007/2008 (Вторая лига России)
- Второе место: 2008/2009 (Вторая лига России)

## Состав в 2017 году
Вратари
- Коростелев Сергей Игоревич
- Кудрявцев Михаил Александрович
- Чудиновских Сергей Дмитриевич

Нападающие
- Бобин Максим Вячеславович
- Калмыков Илья Игоревич
- Крапивин Дмитрий Николаевич
- Лапин Николай Николаевич
- Марандин Валерий Михайлович
- Петров Владислав Игоревич
- Потапов Михаил Александрович
- Сигуев Максим Сергеевич
- Солтанович Дмитрий Семенович
- Терентьев Александр Петрович
- Тырин Максим Юрьевич
- Уфимцев Руслан Валерьевич
- Шарифов Фарид Сахиб-Оглы

Защитники
- Картавых Александр Петрович
- Кренц Иван Иванович
- Лусников Алексей Георгиевич
- Морозов Олег Александрович
- Слободчиков Алексей Викторович
- Черенёв Павел Михайлович

Администрация
- Иваненко Григорий Семенович — Директор
- Копылов Павел Михайлович — Администратор

Тренерский штаб
- Матвиенко Владимир Николаевич — Главный тренер
- Бугаев Игорь Юрьевич — Тренер